# Roman Lob

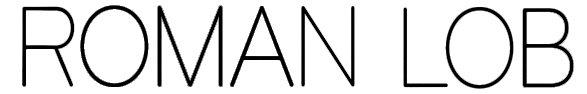
Logotyp

Roman Lob (ur. 2 lipca 1990 w Düsseldorfie) – niemiecki piosenkarz popowy i autor tekstów. Reprezentant Niemiec podczas 57. Konkursu Piosenki Eurowizji (2012).

## Życiorys
Zaczął interesować się muzyką w wieku ośmiu lat, głównie za sprawą dziadka, który był organistą w lokalnym kościele. Występował w chórze przedszkolnym, później uczył się grać na pianinie. Był członkiem kilku zespołów muzycznych, w których był perkusistą lub wokalistą.
W 2007 wziął udział w czwartej edycji programu Deutschland sucht den Superstar na RTL. Dostał się do najlepszej dwudziestki, jednak z powodu silnej infekcji gardła musiał jednak zrezygnować z dalszego udziału w show. W 2008 z zespołem G12P (Germany 12 Points) zgłosił się z utworem „When the Boys Come” do krajowych eliminacji eurowizyjnych Grand Prix Vorentscheid 2008, jednak nie zakwalifikował się do finału.

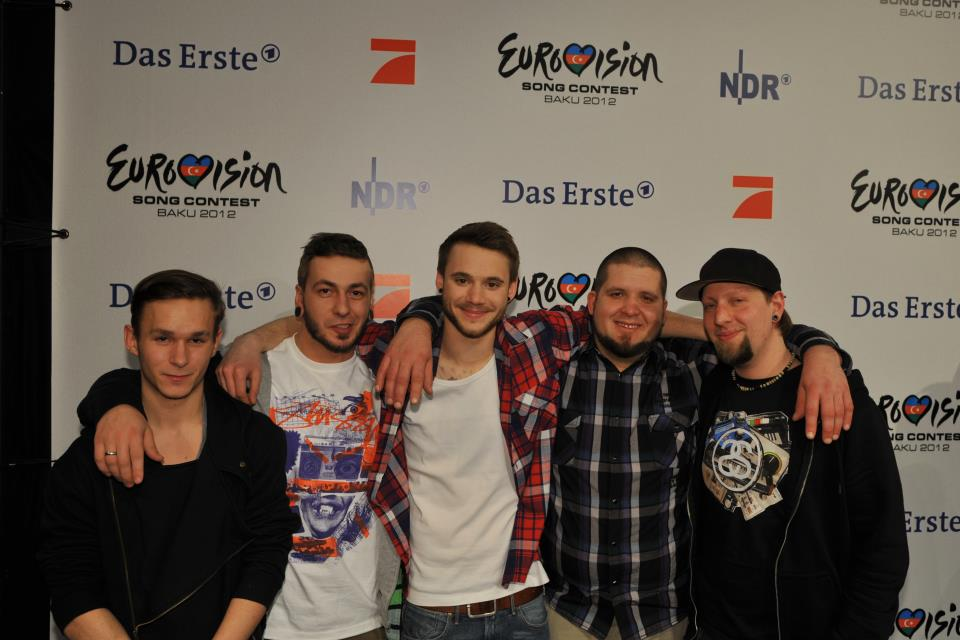
Lob z zespołem Rooftop Kingdom podczas finału Unser Star Für Baku (2012)

W 2012 zakwalifikował się d programu Unser Star für Baku, finału krajowych eliminacji do 57. Konkursu Piosenki Eurowizji. Po kilku etapach selekcji doszedł do finału, w którym zmierzył się z Ornellą de Santis i wykonał trzy piosenki: „Conflicted”, „Alone” i „Standing Still”, spośród których ostatnia otrzymała 76% głosów telewidzów i została wykonana przez Loba ponownie podczas decydującego etapu głosowania, zdobywając w niej ostatecznie 50,7% poparcie i tytuł utworu reprezentującego Niemcy podczas finału Konkursu Piosenki Eurowizji organizowanego w Baku. Ze względu na członkostwo Niemiec do grupy krajów wpłacających największe składki na organizację widowiska (tzw. „Wielka Piątka”), Lob miał zagwarantowane miejsce w finale Eurowizji 2012, w którym zajął ósme miejsce. Miesiąc przed występem w konkursie wydał album pt. Changes.
W lipcu 2014 wydał album pt. Home, który promował singlem „All That Matters”.

## Dyskografia

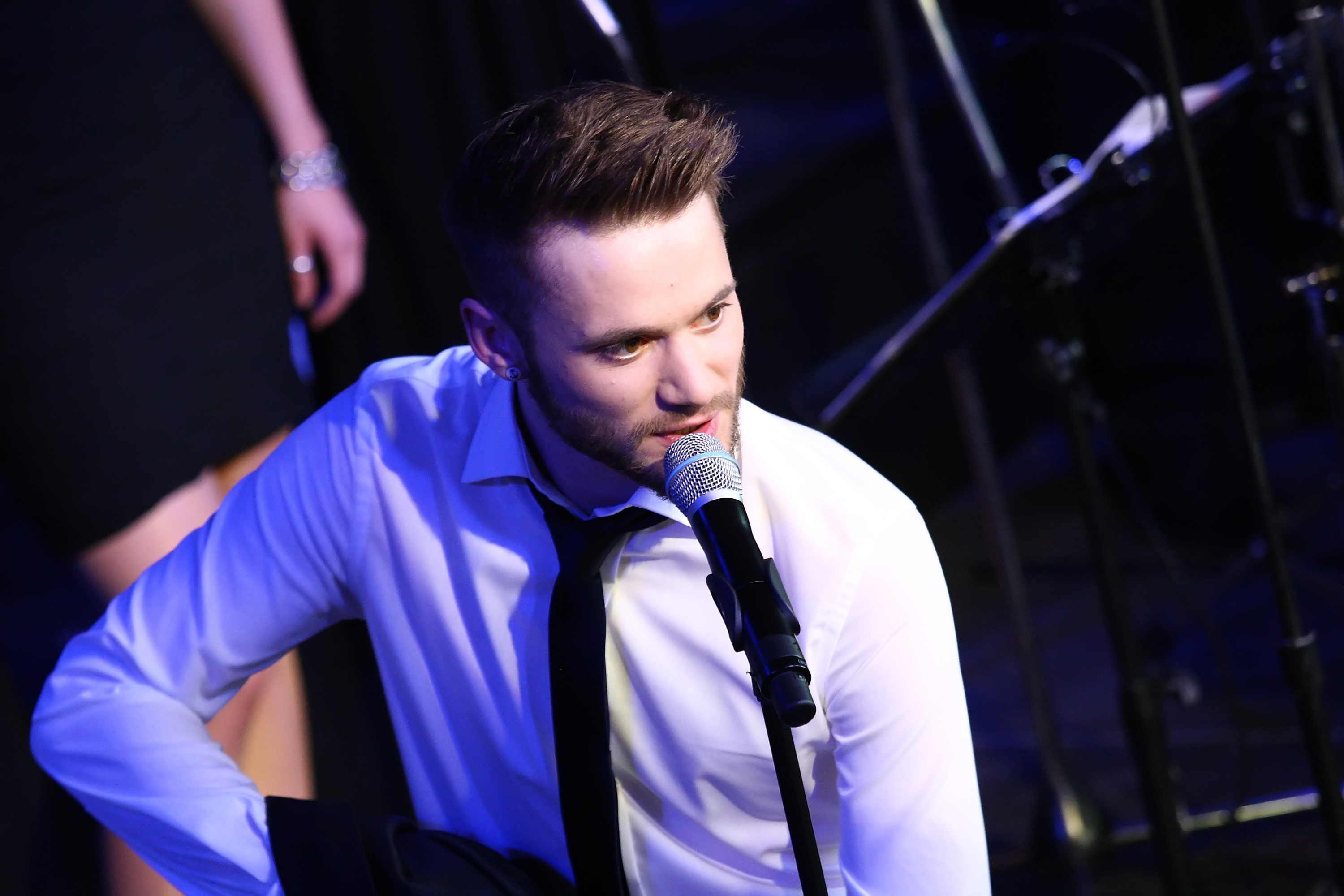
Lob podczas koncertu (2013)

### Albumy studyjne
| Tytuł   | Album                                                                                               | Pozycje na listach | Pozycje na listach | Pozycje na listach |
| Tytuł   | Album                                                                                               | GER                | AUT                | SWI                |
| ------- | --------------------------------------------------------------------------------------------------- | ------------------ | ------------------ | ------------------ |
| Changes | - Data premiery: 13 kwietnia 2012 - Wytwórnia: Universal Records - Formaty: CD, wydawnictwa cyfrowe | 9                  | 50                 | 81                 |
| Home    | - Data premiery: 25 lipca 2014 - Wytwórnia: - Formaty: CD, wydawnictwa cyfrowe                      | –                  | –                  | –                  |

### Single i inne notowane utwory
| 2012                                   | „Standing Still”   | 3  | 40 | 51 | 132 | Changes |
| 2012                                   | „Call Out the Sun” | –  | –  | –  | –   | Changes |
| 2012                                   | „Conflicted”       | 51 | –  | –  | –   | Changes |
| 2012                                   | „Alone”            | 42 | –  | –  | –   | Changes |
| 2014                                   | „All That Matters” | –  | –  | –  | –   | Home    |
| "—" oznacza, że tytuł nie był notowany |                    |    |    |    |     |         |